# Bretton Woods, New Hampshire
Bretton Woods är ett område i orten Carroll i delstaten New Hampshire i USA. Bretton Woods är mest berömd som rekreationsplats, och för Bretton Woodskonferensen som hölls här vid Mount Washington Hotel i juli 1944, där de 44 deltagande staterna enades om att upprätta Internationella valutafonden. Det ledde till upprättandet av Bretton Woodssystemet, som fram till tidigt 1970-tal reglerade växelkurserna för medlemsländerna i den internationella valutafonden.